# Mistrz Rzemiosł Artystycznych
Mistrz Rzemiosł Artystycznych – tytuł honorowy i dyplom mistrzowski przyznawany  przez Ministra Kultury i Dziedzictwa Narodowego wybitnym rzemieślnikom w zakresie wyrobu i konserwacji przedmiotów o charakterze artystycznym lub zabytkowym, a także świadczących usługi w konserwacji i zdobieniu zabytkowych obiektów budowlanych.

## Pierwsza edycja tytułu „Mistrz Rzemiosł Artystycznych” 2013
Na Zamku Królewskim w Warszawie 29 maja 2013 roku tytułem honorowym Mistrz Rzemiosł Artystycznych nagrodzono pierwszych 20 rzemieślników z całej Polski. Otrzymali je rzemieślnicy wykonujący unikatowe, zanikające zawody z dziedziny tkactwa, hafciarstwa, koronkarstwa, pozłotnictwa, złotnictwa, jubilerstwa (w tym wytwarzania przedmiotów z bursztynu), metaloplastyki, ceramiki, meblarstwa, stolarstwa, bednarstwa, kowalstwa, medalierstwa, introligatorstwa, rusznikarstwa, zegarmistrzostwa i organomistrzostwa.

## Druga edycja tytułu „Mistrz Rzemiosł Artystycznych” 2015
Po dwóch latach w roku 2015 nadano kolejne tytuły Mistrza Rzemiosł Artystycznych. Nagrodzono 11 rzemieślników z dziedzin takich jak złotnictwo, płatnerstwo, sztukatorstwo, kowalstwo, introligatorstwo, zegarmistrzostwa i konserwacji zabytków. Nagrodzono w sumie 11 osób.

## Trzecia edycja tytułu „Mistrz Rzemiosł Artystycznych” 2021
Po kolejnej kilkuletniej przerwie w 2021 roku odbyła się trzecia edycja tytułu. Wśród nagrodzonych znaleźli się hafciarka, hafciarka–koronkarka, witrażyści, grawer, introligator, stolarz–renowator, stolarze, złotnicy, kamieniarz, florysta, metaloplastyk–rusznikarz, kotlarz, snycerz. Nagrodzono w sumie 19 osób.

## Czwarta edycja tytułu „Mistrz Rzemiosł Artystycznych” 2023
Ostatnia dotychczas edycja odbyła się w 2023 roku i skupiła się wokół rzemiosła związanego z teatrem. Wśród laureatów znaleźli się krawcy, fryzjerzy, perukarze, charakteryzatorzy, malarze, modelarze, ślusarz, tkaczka, ceramik i meblarz. Nagrodzono w sumie 18 osób.

## Historia tytułu Mistrz Rzemiosła Artystycznego 1978-1990
Pierwsze tytuły honorowe Mistrz Rzemiosła Artystycznego przyznał w 1978 roku ówczesny minister Kultury i Sztuki. Później przyznawano je przez 12 lat. Do końca 1990 roku tytuły otrzymało 1067 mistrzów w różnych zawodach; metaloplastyce, tkactwie, ceramice, jubilerstwie, meblarstwie, zdobnictwie, witrażownictwie.
Ważnym kryterium oceny umiejętności zawodowych tamtych laureatów był staż zawodowy, medale zdobyte na regionalnych i krajowych wystawach rzemiosła. Mające ogromna rangę krajowe wystawy np.: Arsenał 79 czy Arsenał 86 w Warszawie, odbywały się co dwa lata i poprzedzały je eliminacje regionalne. Sam tytuł i towarzyszące mu uprawnienia spowodowały rozwój, zdrową konkurencję, powstanie salonów, klubów czy cechów rzemiosła artystycznego. Powstrzymany został upadek wielu ginących zawodów rzemieślniczych. Zmiany gospodarcze na progu lat 90. spowodowały cofnięcie wielu dawnych rozwiązań prawnych, anulowano uchwałę o rozwoju rzemiosł artystycznych, przestały funkcjonować Krajowy Ośrodek Rzemiosł Artystycznych w Poznaniu i dwie komisje ogólnopolskie. 
W 1995 powstała ogólnopolska Fundacja Rozwoju Rzemiosł Artystycznych pod kierunkiem Zygmunta Dzierli (1909-2006), seniora warszawskiego meblarstwa, długoletniego starszego Ogólnopolskiego Cechu Rzemieślników Artystów w Warszawie. Działalność fundacji była nakierowana na promocję i rozwój rzemiosła artystycznego, ginących zawodów i przywrócenie honorowego tytułu Mistrz Rzemiosła Artystycznego.  
Ostatecznie, działania podjęte w 2011 przez Ogólnopolski Cech Rzemieślników Artystów, przy wsparciu Ogólnopolskiej Komisji Rzemiosł Artystycznych Związku Rzemiosła Polskiego, doprowadziły po 23 latach do wznowienia tytułu pod inną nazwą i w innym otoczeniu prawnym.

## Warunki uzyskania tytułu „Mistrz Rzemiosł Artystycznych”
Tytuł Mistrz Rzemiosł Artystycznych mogą uzyskać aktywni zawodowo rzemieślnicy artyści wykonujący jeden lub więcej zawodów rzemiosła artystycznego, posiadającym znaczący i uznany dorobek zawodowy. 
Wymagane są potwierdzone dokumentami wieloletnie doświadczenie w prowadzeniu działalności, wykaz z fotografiami najlepszych prac wykonanych w pracowni ubiegającego się o tytuł rzemieślnika, medale, dyplomy, potwierdzające kwalifikacje i sukcesy autora na regionalnych, krajowych czy międzynarodowych wystawach rzemiosła i sztuki, referencje i inne dokumenty świadczące o dorobku artystycznym kandydata. Dokumenty można złożyć poprzez własny cech rzemiosła artystycznego lub cech wielobranżowy, właściwą Izbę Rzemieślniczą, Związek Rzemiosła Polskiego lub inne organizacje wymienione w rozporządzeniu.

## Lista laureatów tytułu „Mistrz Rzemiosł Artystycznych”
Laureaci tytułu z 2013 roku:
1. Binek Paulina – złotnik/jubiler
2. Czerniec Roman – kowal
3. Domański Ludomir – pozłotnik
4. Drzażdżyński Marek – zegarmistrz
5. Godlewski Krzysztof – pozłotnik
6. Godlewski Roman – witrażownik
7. Grzelak Małgorzata – hafciarka
8. Korzeniowska Maria – fryzjer
9. Kowalski Karol – złotnik/jubiler
10. Lis - Filipczyk Iwona – złotnik/jubiler
11. Mazur Ryszard – kowal
12. Myrta Lucjan – bursztyniarz
13. Rosiak Andrzej – metaloplastyk, rusznikarz
14. Słuczan-Orkusz Maciej – złotnik/jubiler
15. Strusiński Grzegorz Marian – introligator
16. Szydłowski Antoni – organomistrz
17. Ukleja Leszek – stolarz
18. Walczak Tadeusz – tapicer
19. Waś Paweł – złotnik/jubiler
20. Werbeniec Olga – kaletnik

Laureaci tytułu z 2015 roku:
1. Gawlak Jacek – złotnik/jubiler
2. Hendzlik Marek – płatnerz
3. Janicki Mieczysław – sztukator
4. Konieczny Wiesław – kowal
5. Kupiec Małgorzata – złotnik/jubiler
6. Kurtiak Urszula – introligator
7. Ley Edward – introligator
8. Sawa Waldemar – złotnik/jubiler
9. Smolorz Rajner – konserwator zabytków
10. Sobiech Leszek Jerzy – złotnik/jubiler
11. Wiegand Franciszek – zegarmistrz

Laureaci tytułu z 2021 roku:
1. Julia Drozd-Podbielska – hafciarka artystyczna
2. Ireneusz Franusik – witrażysta
3. Tomasz Gil – grawer
4. Leszek Knyrek – introligator
5. Aleksander Krajewski – renowator/stolarz
6. Jacek Kurczab – złotnik
7. Grzegorz Kwapisiewicz – kamieniarz
8. Bogdan Laskus – stolarz
9. Zbigniew Laskus – stolarz
10. Maciej Łobocki – złotnik/jubiler
11. Józef Majerczyk – stolarz
12. Piotr Marzec – florysta
13. Marek Mikicki – złotnik/jubiler
14. Stanisław Modelski – metaloplastyk/rusznikarz
15. Bernard Nowakowski – kotlarz
16. Roman Piechocki – witrażysta
17. Marek Płociennik – snycerz
18. Edward Staszel – stolarz
19. Jadwiga Śliwa – hafciarka/koronkarka

Laureaci tytułu z 2023 roku:
1. Andrzej Szcządała – krawiec
2. Andrzej Matracki – fryzjer
3. Alina Magnus – charakteryzatorka/perukarka
4. Stanisława Baran – krawcowa
5. Grażyna Cichy – krawcowa
6. Elżbieta Orłowska – fryzjerka/perukarka
7. Irena Kowal – fryzjerka/perukarka
8. Łukasz Pipczyński – malarz/modelator
9. Michalina Sieczko – krawcowa
10. Janusz Przepióra – malarz/modelator
11. Violetta Kwiatkowska – krawcowa
12. Damian Prentke – ślusarz
13. Jacek Wysocki – malarz/modelator
14. Andrzej Ostrouch – krawiec
15. Gabriela Komenda – krawcowa
16. Beata Wietrzyńska – tkaczka
17. Monika Dabrowska-Picewicz – ceramik
18. Paweł Jasiewicz – meblarz